# Lucetia
Lucetia is een monotypisch geslacht van spinnen uit de  familie van de Oonopidae (dwergcelspinnen).

## Soort
- Lucetia distincta Dumitrescu & Georgescu, 1983